# Robert Graham (Bildhauer)

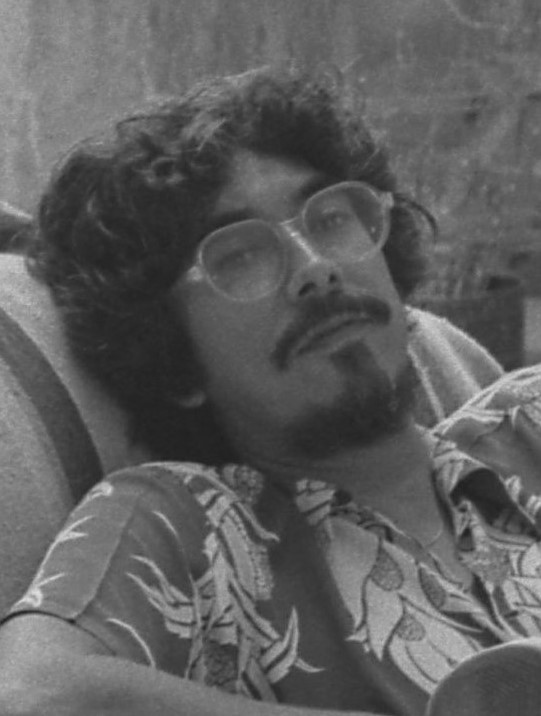
Robert Graham (1976)

Lionel Robert Graham (* 19. August 1938 in Mexiko-Stadt; † 27. Dezember 2008 in Santa Monica, Kalifornien) war ein US-amerikanischer Bildhauer.
Graham studierte von 1961 bis 1963 an der staatlichen San José State University und am privaten San Francisco Art Institute in Kalifornien, wo er 1964 seinen Abschluss machte. Im Jahr 1972 stellte er im Museum of Fine Arts in Dallas aus. Anlässlich der XXIII. Olympischen Sommerspiele in Los Angeles entwarf Robert Graham das Relief auf den fast zehn Meter hohen Bronzetüren der Memorial Coliseum. Diese symbolisieren die vierzig Kulturen, unter anderem die der Ureinwohner von Los Angeles. Robert Graham war von 1992 bis zu seinem Ableben mit der Schauspielerin Anjelica Huston (* 1951) verheiratet; das Paar lebte in Venice. Die Ehe blieb kinderlos.
Am 6. Dezember 2006 wurde Graham durch Gouverneur Arnold Schwarzenegger für sein Werk in die kalifornische Hall of Fame aufgenommen. Im Dezember 2008 starb Graham nach langer Krankheit im Alter von 70 Jahren.